# Glacera de l'Allalin
La glacera de l'Allalin, en alemany Allalingletscher, es troba a Suïssa, al cantó del Valais. Es troba a l'oest de la presa Mattmark, al Saastal. Té una longitud de 6,5 km i una amplada d'1,5 km. La seva superfície és d'aproximadament 9,3 km². Des del 1850, la disminució estimada ha estat d'1,7 km.

## Geografia

### Característiques físiques

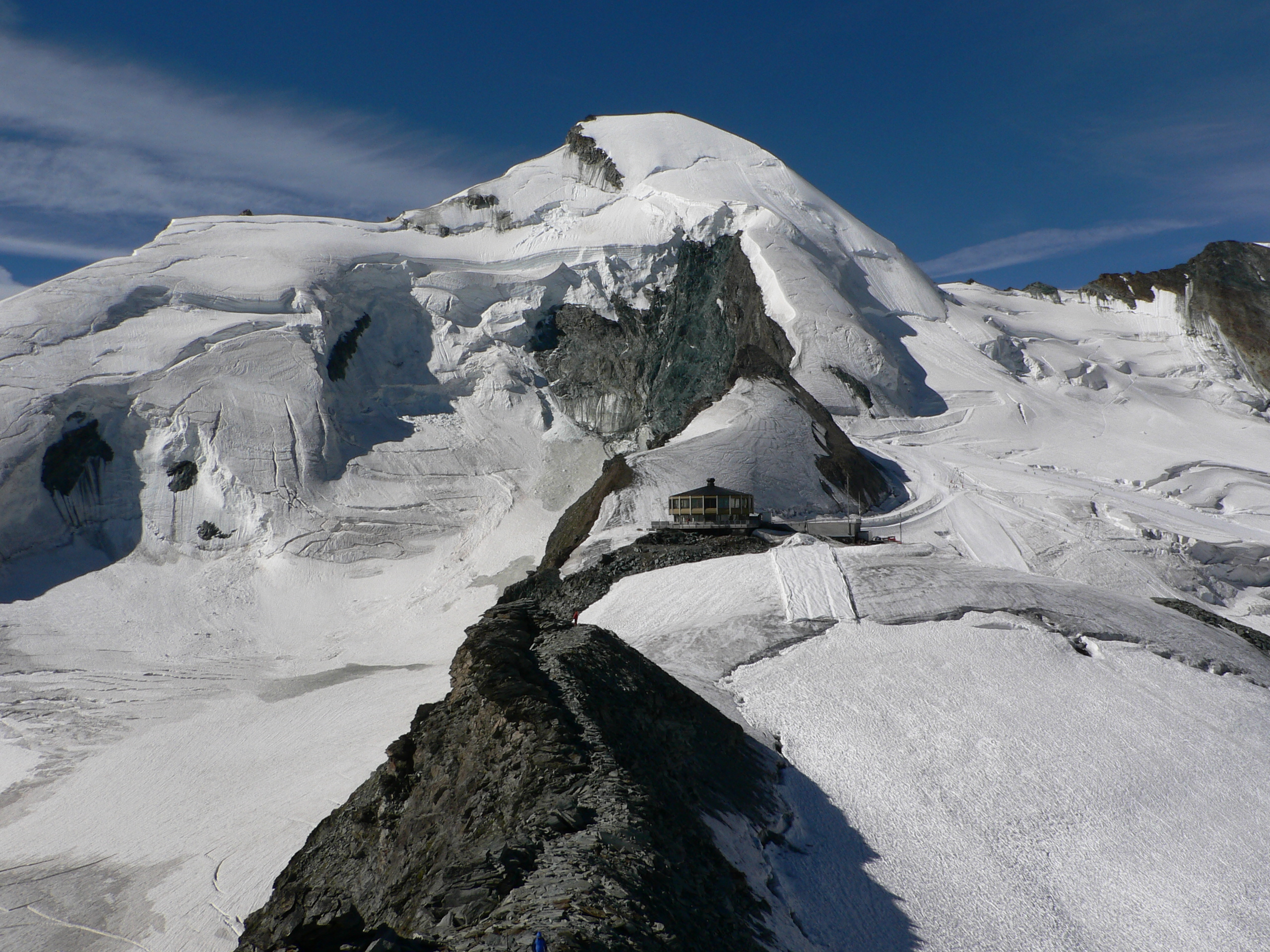
L'Allalinhorn amb a l'esquerra la glacera a l'origen de la glacera de Hohlaub

La glacera prové de munts de neu penjats del vessant sud del Strahlhorn (4.190 m). Comença un descens per l'eix nord-est abans de desviar-se cap a l'est, el seu avanç cap al nord està bloquejat per l'Allalinhorn (4.027 m). A l'oest, la glacera de l'Allalin està connectada a la glacera Mellich a través del coll de l'Allalin (Allalinpass) (3.564 m) La llengua glacial acaba a l'oest de la presa de Mattmark a una altitud d'aproximadament 2.750 m (2007). De la llengua emergeix el torrent del Saaser Vispa que després baixa al Saastal abans d'unir-se al Roine a la plana.
A la seva part mitjana, la glacera evoluciona paral·lela a la glacera Hohlaub, d'uns 3,5 km de llarg i 1 km d'amplada. Anteriorment estaven vinculades. La glacera Hohlaub parteix del flanc nord de l'Allalinhorn (4.027 m) i recorre el Hohlaubgrat que la separa de la glacera de l'Allalin.

### Evolució
Des de 1988, la glacera ha retrocedit aproximadament un quilòmetre.

Evolució de la glacera en metres En verd, les diferències de longitud acumulades. En vermell, les variacions de longitud anuals

## Història
Durant la Petita Edat de Gel, la glacera de l'Allalin va baixar fins al fons de la vall i va bloquejar el pas de l'aigua, formant així un llac glacial similar al de la glacera Giétro. Aquest fenomen va ser l'origen dels desastres glacials que van inundar la vall i van causar nombrosos danys i víctimes. Entre 1589 i 1850, els documents informen de 26 buidats importants i brutals. Al segle xvi, el perill va arribar al seu paroxisme, obligant fins i tot la població més exposada a abandonar la vall.

### Cronologia
Cronologia:
- 8 de setembre de 1589: inundacions i destrucció de la carretera de la vall
- 1626: inundacions importants que van provocar l'evacuació d'una part de la població
- 1629, 1630: inundacions i danys a la vall
- 4 d'agost 1633: inundacions importants, 18 cases i 6.000 arbres destruïts o danyats, la meitat de la població de la vall ha d'abandonar la zona
- 1680: les inundacions durant l'estiu destrueixen els ponts i causen danys a la vall
- 1719, 1724, 1733, 1740: inundacions
- 1752, 1755, 1764, 1766: inundacions, el 1755 es produeixen a l'hivern, quan el fenomen sol tenir lloc a l'estiu
- 17 de setembre de 1772: una inundació sobtada fa malbé 18 cases
- 1790, 1793, 1798, 1808, 1827: inundacions
- 1828, 1834, 1837, 1839, 1850: inundacions
- 1920-1922: algunes inundacions menors
- 30 d'agost de 1965: Desastre de Mattmark (vegeu més avall)
- 15 de mars de 1976: el flux d'aigua és pertorbat pel gel
- 31 d'octubre i 1 de novembre de 1999: al voltant de 160.000 m³ de gel es trenquen però no causen danys
- 30 de juliol de 2000: 1 milió de m³ es trenquen a les 8 h 52, sense danys

### La catàstrofe de Mattmark

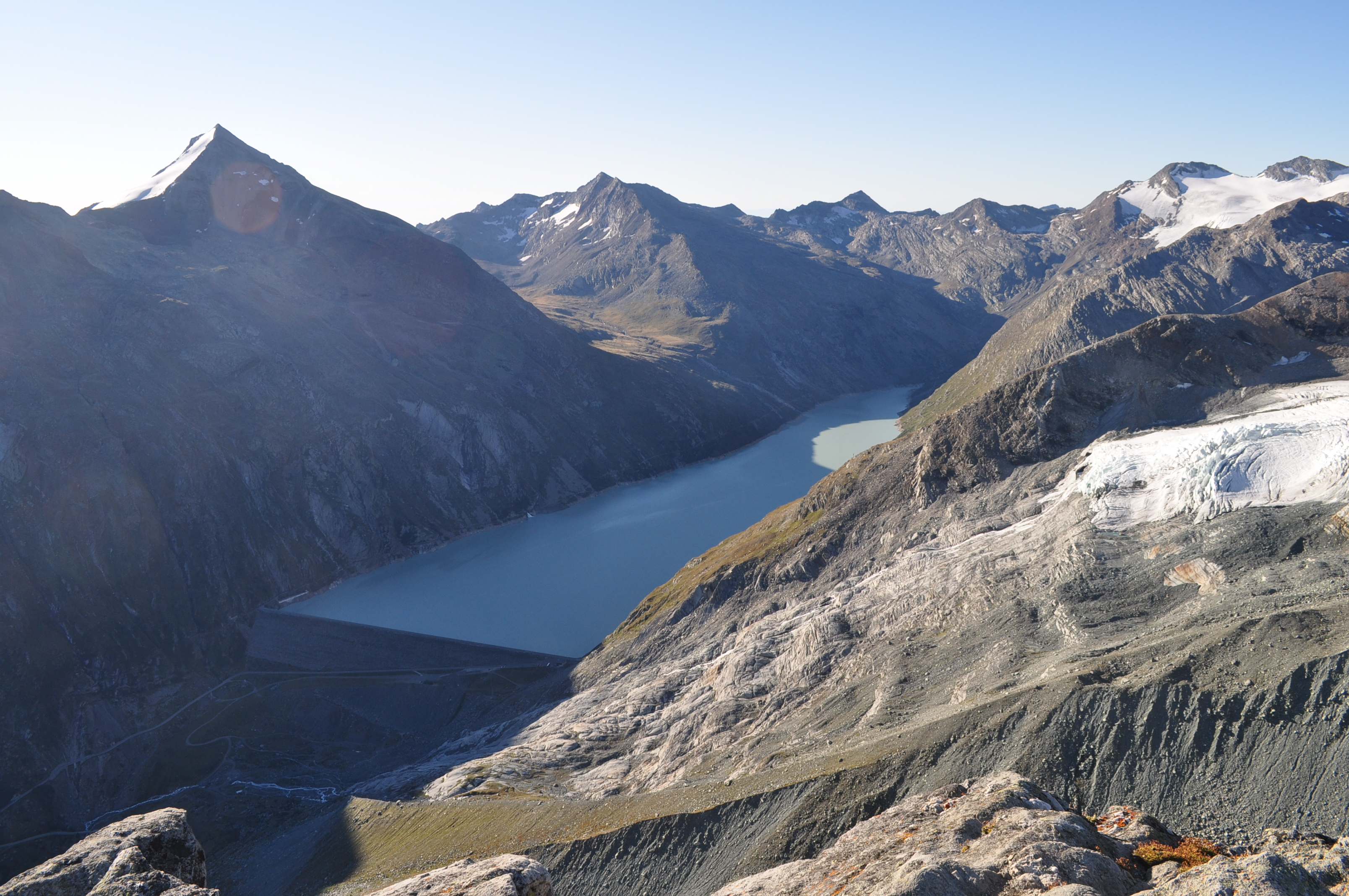
Vista del lloc del drama de 1965

El 1926, aquest perill es va eliminar parcialment gràcies a la construcció d'una galeria de drenatge a la banda est de la vall. Però la glacera va ser a l'origen d'una altra amenaça, ja que va disminuir l'estabilitat a la seva part terminal. De fet, la massa de gel ja no estava suportada per la barrera de gel present al fons de la vall i la glacera s'aturava ara en un fort pendent. El 30 d'agost de 1965, durant la construcció de la presa de Mattmark, una imponent massa de gel es va desprendre de la llengua glacial i va caure a 100 km/h sobre la obra després de córrer 400 metres, matant 88 obrers.
La previsió de retirada de la glacera hauria d'eliminar definitivament el perill, ja que es trobarà en una superfície més plana on el gel no podrà caure tan fàcilment.